# Plan Prawer
El Proyecto de Ley de liquidación de los beduinos del Néguev, comúnmente conocido como Plan Prawer o Plan Prawer-Comience, es un controvertido plan económico desarrollado por el Gobierno de Israel que prevé la reubicación de miles de beduinos del Desierto del Néguev y su traslado a municipios israelíes.
El proyecto, desarrollado por Ehud Prawer, jefe de planificación de la Oficina del Primer ministro Benjamín Netanyahu, fue aprobado por el Parlamento israelí el  24 de junio de 2013.